# レダ・ワルディ
レダ・ワルディ（Reda Wardi、1995年8月2日 - ）は、トップ14スタッド・ロシュレに所属するラグビー選手。

## プロフィール
- フランス・モンペリエ出身[1]。
- ポジションはプロップ(PR)、フランカー(FL)、ナンバーエイト(No8)。
- 身長 185cm、体重 110kg
- フランス代表キャップは14（2024年2月現在）でラグビーワールドカップ2023のフランス代表に選ばれた[2]。

## 略歴
ASベジエ・エローを経て、2019年、ラ・ロシェルに加入。